# Kavalactone

Cấu trúc chung của kavalactones, không có cầu R _{1} -R _{2} -O-CH _{2} -O- và với tất cả các liên kết đôi C = C có thể được hiển thị.

Kavalactones là một nhóm các hợp chất lactone được tìm thấy trong cây bụi kava. Kavalactones đang được nghiên cứu để có tiềm năng có tác dụng hướng tâm thần khác nhau, bao gồm các hoạt động giải lo âu và an thần / thôi miên.

## Ức chế enzyme
Chiết xuất Kava đã được chứng minh là có khả năng ức chế một loạt các enzyme gan, cho thấy tiềm năng rất cao để tương tác với nhiều loại dược phẩm và thuốc thảo dược.

## Nghiên cứu
Một số nghiên cứu sơ bộ đang đánh giá tác dụng tiềm tàng của kava, bao gồm các hoạt động giải lo âu  và độc tính trên gan, nhưng vai trò đặc biệt của kavalactone trong số nhiều hợp chất kava khác đối với các tác dụng này vẫn đang được nghiên cứu.

## Độc tính
Một số kavalactone (ví dụ methysticin và yangonin) đã được báo cáo ảnh hưởng đến một nhóm enzyme liên quan đến chuyển hóa, được gọi là CYP1A1. Nhiễm độc gan đã được báo cáo ở một phần nhỏ người dùng kava khỏe mạnh trước đây, đặc biệt là các chất chiết xuất trái ngược với bột nguyên chất.
Vô số kavalactone có tác dụng apoptotic trên các mô khác nhau của con người, một cơ chế được nghiên cứu sơ bộ về tác dụng độc hại của việc sử dụng kava.

## Các hợp chất
Ít nhất 18 kavalactone khác nhau đã được xác định cho đến nay, với methysticin là chất đầu tiên được xác định. Nhiều chất tương tự, chẳng hạn như ethysticin, cũng đã được phân lập. Một số bao gồm một α-pyrone được thay thế là lactone trong khi một số khác được bão hòa một phần.
Thời gian bán hủy trung bình của kavalactones thường có trong rễ kava là 9 giờ.
| Tên                               | Kết cấu | R 1         | R 2         | R 3    | R 4 |
| --------------------------------- | ------- | ----------- | ----------- | ------ | --- |
| Yangon                            | 1       | -OCH 3      | -H          | -H     | -H  |
| 10-methoxyyangonin                | 1       | -OCH 3      | -H          | -OCH 3 | -H  |
| 11-methoxyyangonin                | 1       | -OCH 3      | -OCH 3      | -H     | -H  |
| 11-hydroxyyangonin                | 1       | -OCH 3      | -OH         | -H     | -H  |
| Desmethoxyyangonin                | 1       | -H          | -H          | -H     | -H  |
| 11-metoxy-12-hydroxydehydrokavain | 1       | -OH         | -OCH 3      | -H     | -H  |
| 7,8-dihydroyangonin               | 2       | -OCH 3      | -H          | -H     | -H  |
| Kavain                            | 3       | -H          | -H          | -H     | -H  |
| 5-hydroxykavain                   | 3       | -H          | -H          | -H     | -OH |
| 5,6-dihydroyangonin               | 3       | -OCH 3      | -H          | -H     | -H  |
| 7,8-dihydrokavain                 | 4       | -H          | -H          | -H     | -H  |
| 5,6,7,8-tetrahydroyangonin        | 4       | -OCH 3      | -H          | -H     | -H  |
| 5,6-dehydromethysticin            | 5       | -O-CH 2 -O- | -O-CH 2 -O- | -H     | -H  |
| Methysticin                       | 7       | -O-CH 2 -O- | -O-CH 2 -O- | -H     | -H  |
| 7,8-dihydromethysticin            | số 8    | -O-CH 2 -O- | -O-CH 2 -O- | -H     | -H  |

Bản mẫu:General kavalactone structures